# Lady Madonna
Lady Madonna ist ein Lied der britischen Rockband The Beatles. Es wurde am 15. März 1968 (mit der B-Seite The Inner Light von George Harrison) als 17. Single der Gruppe veröffentlicht. Es erschien wie üblich unter dem Autorennamen Lennon/McCartney, obwohl die Komposition von Paul McCartney stammte, der das Lied auch sang.

## Hintergrund
Lady Madonna, die erste Veröffentlichung der Beatles im Jahr 1968, ist ein bluesiges Lied, das von Paul McCartney geschrieben und kurz vor der Reise der Gruppe nach Indien aufgenommen wurde, um Meditation mit Maharishi Mahesh Yogi zu studieren.
Paul McCartney sagte dazu: „Das ursprüngliche Konzept war die Jungfrau Maria, aber es wurde schnell symbolisch für jede Frau; das Madonnenbild aber wie auf gewöhnliche Arbeiterinnen angewendet. Es ist wirklich eine Hommage an die Mutterfigur, es ist eine Hommage an Frauen.“
Im November 2017 erklärte McCartney, dass Lady Madonna teilweise von einem Foto einer malayo-polynesischen Frau inspiriert wurde, die von drei kleinen Kindern umgeben war. Es wurde vom Fotografen Howard Sochurek aufgenommen und erschien in einem Artikel mit dem Titel American Special Forces in Action in Vietnam in der Januarausgabe 1965 von National Geographic. Im Jahr 2021 schrieb McCartney, dass der von einer fürsorglichen Mutter handelnde Song offensichtlich aus dem entsetzlichen Gefühl von Trauer nach dem Tod seiner 1956 gestorbenen „Mutter Mary“ heraus entstanden sei.
Das Lied und vor allem das Intro ähneln Humphrey Lytteltons Bad Penny Blues aus dem Jahr 1956. John Lennon half Paul McCartney, der beim Verfassen von Lewis Carroll beeinflusst war, beim Schreiben des Textes. Die Zeile „see how they run“ („sieh, wie sie laufen“) war ein Vorschlag von ihm und stammt aus dem Kinderlied Three Blind Mice, wobei sie sich im Lied auch auf die Laufmaschen von Damenstrümpfen bezieht.
Zum musikalischen Einfluss sagte McCartney: „Es erinnerte mich aus irgendeinem Grund an Fats Domino, also fing ich an, wie Fats Domino zu singen.“

## Aufnahme

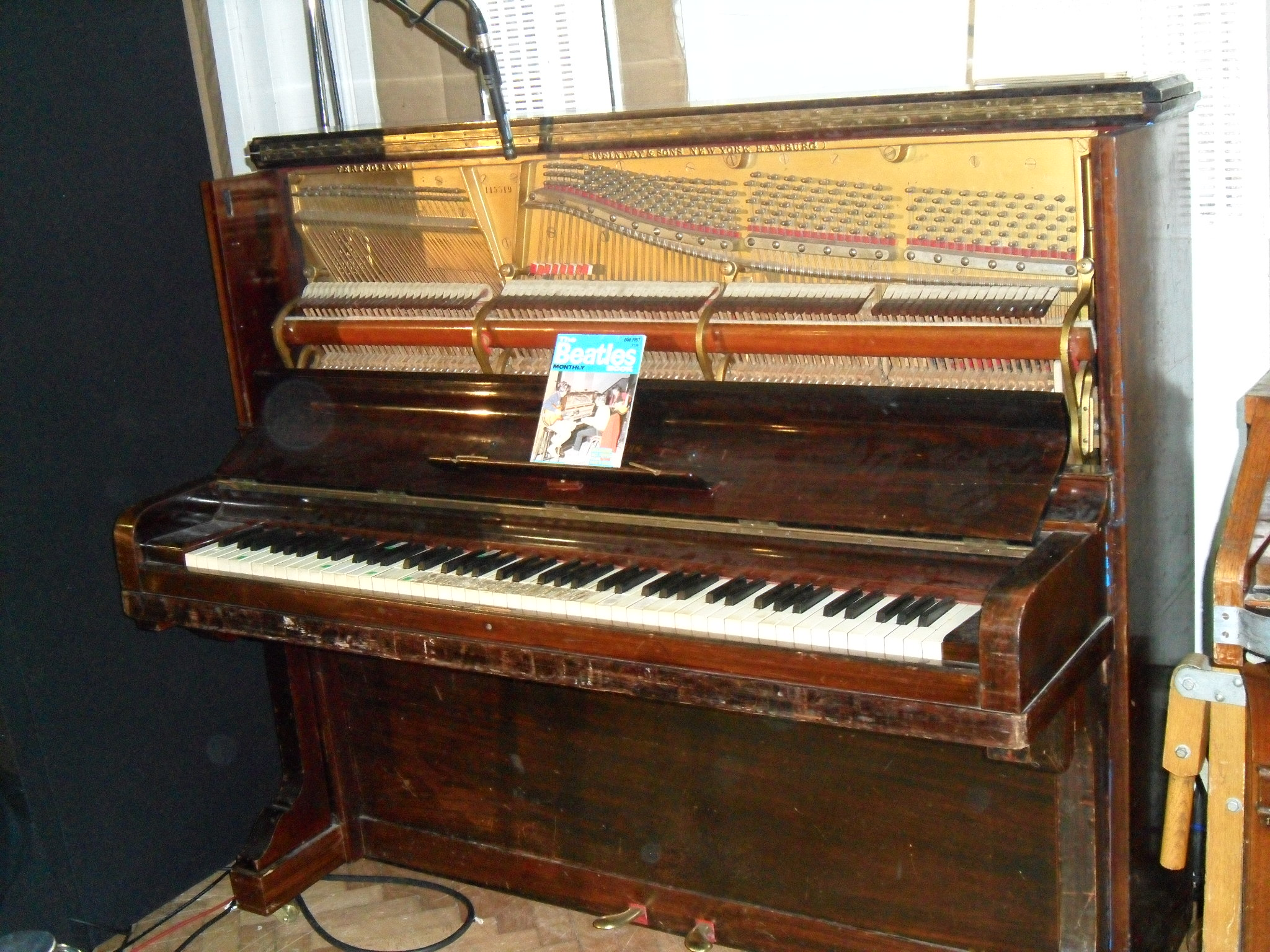
Ein Steinway Vertegrand Klavier, das McCartney bei der Aufnahme von Lady Madonna spielte

Die Aufnahmen für Lady Madonna fanden am 3. und 6. Februar 1968 in den Londoner Abbey Road Studios statt. Produzent war George Martin und Ken Scott der Toningenieur. McCartney spielte bei den Aufnahmen Klavier und Bass, John Lennon und George Harrison spielten Gitarre – um den besonderen Klang zu erreichen, der ihnen vorschwebte, wurden beide Instrumente an denselben Verstärker angeschlossen. Ringo Starr spielte Schlagzeug, wobei er Besen anstelle von Sticks verwendete. Während der Aufnahmesitzung am 6. Februar 1968 wurden verschiedene Overdubs hinzugefügt, aber man war mit dem Ergebnis nicht ganz zufrieden. Als McCartney fand, dass dem Stück noch Bläser fehlten, wurden von Laurie Gold rasch die vier Saxophonisten Harry Klein, Ronnie Scott, Bill Jackman und Bill Povey engagiert, um den gewünschten Break gemeinsam mit McCartney zu entwickeln, in Noten umzusetzen und einzuspielen.
Die Abmischungen des Liedes erfolgten am 15. Februar 1968 in Mono. Die Stereoabmischung erfolgte erst am 2. Dezember 1969 durch George Martin und Geoff Emerick.

## Erfolg
Die Single erreichte in Großbritannien Platz 1 der Hitparade. In Deutschland war Platz 2 die beste Notierung, in den USA Platz 4.

## Veröffentlichungen
- Am 15. März 1968 wurde die Single Lady Madonna / The Inner Light in Deutschland und Großbritannien veröffentlicht; in den USA erschien sie am 18. März.
- Im Februar 1970 wurde Lady Madonna erstmals auf einem US-amerikanischen Beatles-Album, Hey Jude, veröffentlicht. Für diese Veröffentlichung wurde eine Stereoabmischung hergestellt.
- In den darauffolgenden Jahren wurde Lady Madonna für folgende Kompilationsalben der Beatles verwendet: 1967–1970 (1973), 20 Greatest Hits (1982), Past Masters (1988) und 1 (2000).
- Am 13. März 1996 erschien das Album Anthology 2, das ebenfalls Lady Madonna enthält; diese Version ist eine neue Abmischung aus dem Jahr 1995, die von den Aufnahme-Takes 3 und 4 stammt.
- Am 6. November 2015 wurde das Album 1 zum zweiten Mal wieder veröffentlicht. Dabei sind bei einigen Liedern, die von Giles Martin und Sam Okell neu abgemischt wurden, deutlich hörbare Unterschiede zu vernehmen; so wurde die Stereoanordnung des Gesangs verändert.[8][9]
- Am 9. November 2018 erschien die 50-jährige Jubiläumsausgabe des Albums The Beatles (Super Deluxe Box); auf dieser befinden sich bisher unveröffentlichte Versionen (Take 2 – Piano and drums) und (Backing vocals from take 3) von Lady Madonna.
- Am 10. November 2023 wurde das Kompilationsalbum 1967–1970 erneut wiederveröffentlicht. Auf diesem befindet sich Lady Madonna in der von Giles Martin und Sam Okell 2015 neu abgemischten Version.

## Musikvideo
Zur Single erschien im gleichen Jahr ein Promotion-Film, der am 11. Februar 1968 in Farbe gedreht wurde. Er zeigt die Gruppe allerdings nicht bei den Aufnahmen zu Lady Madonna, sondern bei Aufnahmen für das Lied Hey Bulldog, da die Beatles nicht gewillt waren Lady Madonna darzustellen. Denis O’Dell, Leiter der Apple-Filmabteilung, sagte dazu: „Ich verbrachte ein paar Tage damit, Ideen für Lady Madonna zu entwickeln, [aber] als die Beatles mit den Aufnahmen zu Hey Bulldog weitermachen wollten, ging das alles aus dem Fenster!“
Im Jahr 1999 bearbeitete Apple das Filmmaterial neu, um zum ersten Mal einen Promo-Film für Hey Bulldog zu erstellen.

## Coverversionen
Es wurden über 210 Coverversionen von Lady Madonna veröffentlicht.
Noch im selben Jahr, 1968, coverte Fats Domino das Lied, das auf Single bei Reprise Records erschien. Im Jahr 1971 coverte Elvis Presley das Lied; die Aufnahme erschien aber erst 1995 im Boxset Walk a Mile in My Shoes.
Paul McCartney veröffentlichte zwei Liveversionen, die erste auf dem Album Wings over America (1976) und die zweite auf Paul Is Live (1993).

## Auszeichnungen für Musikverkäufe
| Land/Region                  | Auszeichnungen für Musikverkäufe (Land/Region, Auszeichnung, Verkäufe) | Verkäufe  |
| ---------------------------- | ---------------------------------------------------------------------- | --------- |
| Vereinigte Staaten (RIAA)    | Platin                                                                 | 1.000.000 |
| Vereinigtes Königreich (BPI) | —                                                                      | 250.000   |
| Insgesamt                    | 1× Platin ·                                                            | 1.250.000 |